# 巴大维
巴大维（英語：David Goodwin Barr，音譯戴维·古德温·巴尔；1895年6月15日—1970年9月26日），美国陆军少将，参与一战、二战、中国第二次国共内战和朝鲜战争，国共内战期间担任美国驻华联合军事顾问团团长，与蒋中正意见相左，对中华民国一方评价较低，并劝阻美国总统对华进行军事援助。他在壓力下表現不佳，朝鲜战争期间，在长津湖战役中所属部队遭中国军队攻擊而損失慘重，因而流泪，后因“缺乏进攻精神”被李奇微解职。

## 生平
1895年6月15日，巴大维生于亚拉巴马州默特尔伍德，就读于亚拉巴马长老会学院，为期3年。1917年11月入伍，1918年至1919年在第一师中服役，在法国参加了第一次世界大战，后驻守德国。1919年9月返回美国。
两次世界大战期间，在纽约州国民警卫队担任教官，先后隶属宾夕法尼亚州米德营的第十六坦克营，亚拉巴马州麦克莱恩营第二十二步兵团。1926年至1927年在美國駐法國大使館武官處工作，并在凡尔赛入读坦克学校。后在佐治亚州班宁堡服役。1930年10月，美国在弗吉尼亚尤斯蒂斯堡新组建了机械化部队，巴大维于此担任副官。后就读于堪薩斯州萊文沃思堡的美国陆军指挥参谋学院，1936年6月毕业。1939年毕业于美国陆军战争学院。
毕业后，巴大维在华盛顿特区短暂任职，后加入肯塔基州诺克斯堡的第一装甲兵团。1941年5月，担任兵团參四後勤官（G-4），1942年6月晋升准将。1943年7月派往英国伦敦担任欧洲战区参谋。1944年1月任北非战区参谋，2月晋升少将，1944年9月至1945年7月担任驻法国美国第六军团参谋长，战后返回美国
中国第二次国共内战期间，1948年1月，在中国南京担任美军顾问团团长，负责协助中国国民党对抗中国共产党，这一职位前景不被人看好。在华期间，巴大维就战略问题与蒋中正意见相左。国军东北作战失利后，巴大维将其归咎为“世界上最坏的统御术”。11月1日，美国成立驻华联合军事顾问团（Joint United States Military Advisory Group in China），巴大维担任团长。1949年1月，由于认为国军失败不可避免，巴大维建议美国国防部长詹姆斯·福莱斯特停止向中华民国提供军事援助，3月3日顾问团离开中国。5月，于日本担任美军第7步兵师师长。
1950年朝鲜战争爆发后，巴大维手下的许多精锐被抽调至其他部队。9月，率第7步兵师参加朝鲜战争，指挥部队在仁川登陆期间激战，后向鸭绿江进军，撤退，参与长津湖战役，因战线分散补给不足，所属部队遭到中国人民志願军蹂躏。与上司第10军军长爱德华·阿尔蒙德少將多次发生冲突。作战期间对一切事務都忧心忡忡，实际由副师长指挥部队。当得知所属的第31团级战斗队被擊潰时，巴大维为此流泪。1951年1月，李奇威上任后整顿将领，认为巴大维缺乏“进攻精神”，不适合继续担任职务将其解职，巴大维离开朝鲜，回到美国肯塔基州诺克斯堡担任装甲兵学校校長。1952年退伍，1970年逝于弗吉尼亚州福爾斯徹奇。